# Mesaba Airlines
Mesaba Airlines – amerykańska regionalna linia lotnicza z siedzibą w Eagan, w stanie Minnesota. Była częścią linii lotniczych Northwest Airlines. W 2012 roku, linia została przejęta przez linie Pinnacle Airlines.

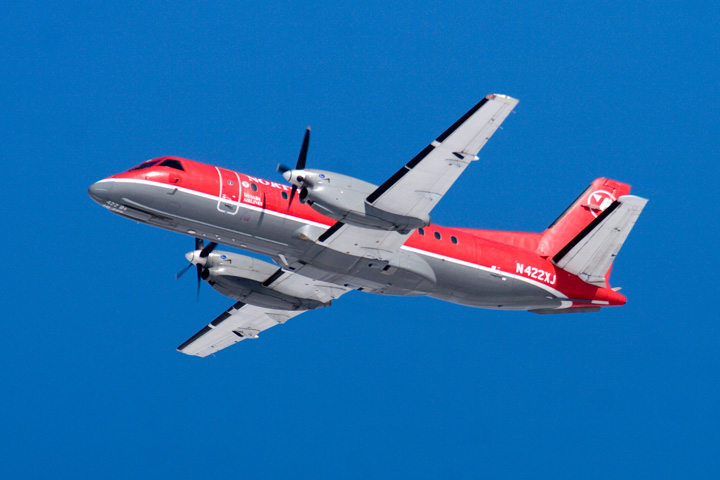
Mesaba Airlines Saab 340B/Plus